# Le Parlement de musique
Le Parlement de musique est un ensemble français de musique baroque sur instruments anciens (« interprétation historiquement informée »), fondé en 1990 et basé à Strasbourg.

## Historique
Le Parlement de Musique a été fondé en 1990 par l'organiste et claveciniste Martin Gester.
Martin Gester a souhaité mettre dans le nom de son ensemble son désir de créer « un lieu de rencontre et de confrontations, à la croisée des cultures, de la voix et de l’instrument », une « transposition moderne des brillantes Académies de la Renaissance », dans le but de « retrouver l'esprit et le son baroques dans leur richesse et leur étrangeté ».
Soutenu à ses débuts par la Fondation France Télécom, l'ensemble basé à Strasbourg est ensuite supporté par un cercle de sponsors et par des aides de la Ville et communauté urbaine de Strasbourg, du conseil régional d'Alsace, du conseil général du Bas-Rhin et du ministère français de la Culture.

## Effectif
Le Parlement de musique est un ensemble qui varie en taille selon les exigences du répertoire.
Pour La Resurrezione de Haendel, par exemple, l'effectif de l'orchestre comporte une vingtaine de musiciens et quatre chanteurs.

## Répertoire
Le répertoire de l'ensemble comprend le motet baroque, l'oratorio baroque, les cantates, le concerto baroque Concerto et ses prolongements symphoniques.

## Distinctions
L'enregistrement que le Parlement de Musique a réalisé en 2000 de la Passion anonyme selon saint Matthieu de 1667 retrouvée à la Bibliothèque d'Uppsala (CD Musidisc) a reçu de nombreuses distinctions : Diapason d’or de l'année, Grand prix du disque lyrique, Prix de l'Académie Charles Cros et page spéciale d'Early Music.
L'enregistrement en 2000 du Te Deum H.146, de In honorem Sancti Ludovici Regis Galliae Canticum H.365, de In honorem Sancti Ludovici Regis Galliae H.418, et de  Notus Judea Deus H.206, de Marc-Antoine Charpentier (CD Opus 111), a reçu un Diapason d’or.

## Discographie sélective
Le Parlement de musique sous la direction de son fondateur a enregistré une quarantaine de CD, dont 4 qui ont contribué à la (re)découverte d’oeuvres de Marc-Antoine Charpentier. Après avoir enregistré pour les labels OPUS 111, Accord et Assai, il se tourne ensuite vers les éditeurs Ambronay et K617. Il a enregistré également deux DVD lors de la célébration du tricentenaire de la mort du compositeur en 2004.
- Les Quatre Saisons H.335 - 338, Psaumes de David H.174, H.231, H.179. CD Opus 111. 1990
- Office de Ténèbres, H.92, H.93, H.95, H.115, H.119, H.120, H.134, H.157. CD Opus 111. 1991
- In Nativitatem Domini canticum H.314. - Litanies de la Vierge H.85, Magnificat à 3 sur la mème basse H.73 (enregistré en juillet 1996 en l'église de Walbourg, en France). CD Accord Baroque.
- Te Deum H.146 & H.418, H.206, H.365, avec La Maîtrise de Bretagne. CD Opus 111. 2000.
- Te Deum H.146 &  les Psaumes des Ténèbres H.126, H.228, H.128, H.230, H.129, H.206, réalisation de Olivier Simonet. DVD Armide Classics / Vox Lucida 2004.
- Pastorale sur la Naissance de N.S. Jésus-Christ H.483  ( + H.483 a, H.483 b), mise en geste de Benjamin Lazar, réalisation Olivier Simonet. DVD Armide Classics / Vox Lucida 2005.